# Torcas de Lagunaseca
Las Torcas de Lagunaseca son un monumento natural situado en el término municipal español de Lagunaseca, en la provincia de Cuenca en la comunidad de Castilla-La Mancha. El elemento que se protege es un paisaje con destacadas depresiones kársticas (dolinas, uvalas y poljes) y otros caracteres geomorfológicos de ese tipo de modelado. Sobre el terreno se aprecia alrededor de una docena de formaciones entre las que destacan el Hoyazo y las torcas Larga, de Miguel Orea y de las Cabras. Se encuentran entre 1260 y 1350 m s. n. m. aproximadamente.

## Características geológicas
El entorno está formado por rocas calizas, que son de origen marino y se formaron en la Era Secundaria o Mesozoica. El karst empezó a desarrollarse en el Mioceno y sigue activo, influyendo en él las líneas de fracturación y la climatología extremada de la zona, con frecuentes heladas e innivación.

## Visita
Las Torcas de Lagunaseca son un paraje poco conocido y escasamente visitado dentro de Cuenca y su serranía. El acceso más sencillo se realiza desde el aparcamiento dispuesto al efecto en la carretera CU-9031 o desde la misma localidad de Lagunaseca. Existen varias rutas señalizadas que pasan por el paraje. En particular, la SL-05, realiza un circuito por los puntos de mayor interés.